# Настасья (песня)
«Настасья» — песня Вячеслава Бутусова и группы «Deadушки». 13 ноября 2000 года она была выпущена на одноимённом макси-сингле, а в декабре была включена в альбом «Элизобарра-Торр». В том же году на песню был снят видеоклип.
Вы слушали «Настасью»? Над ней мы с «Deadyшками» потрудились на славу, хотя многие восприняли эту песню как небутусовскую. Бутусов, мол, не может допустить электронную обработку. А почему бы и нет? Я не собираюсь никому ничего доказывать. Я доволен своим творчеством.Вячеслав Бутусов, 2001

## Создание
Песня вообще-то эротическая, и, если мы решим снимать клип на неё, он, вероятно, будет выдержан в соответствующем духе.
Печальная и по настоящему трагическая песня, то есть безысходная.
Получается вроде даже элемент частушечный, а на самом деле песня жутко депрессивная.

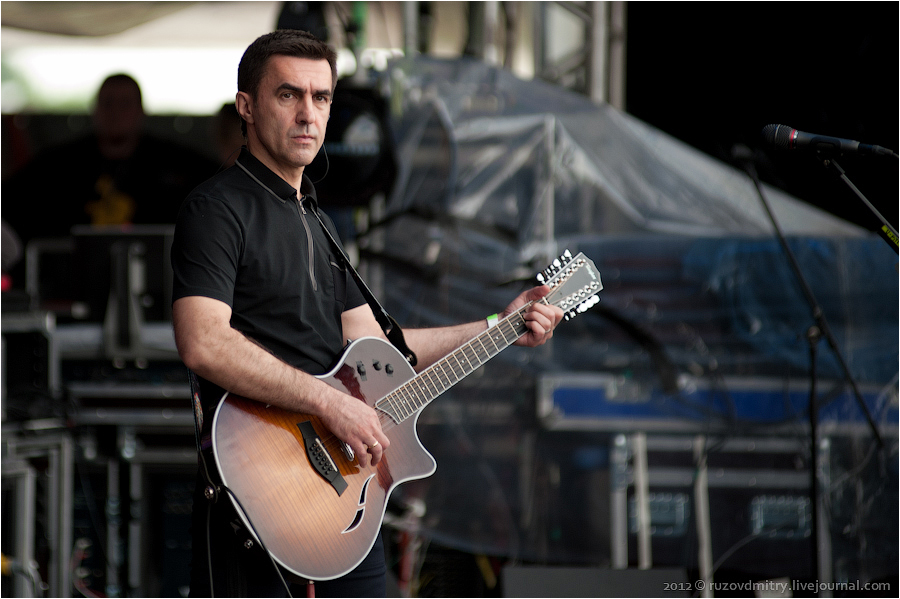
Вячеслав Бутусов

На момент создания песни «Настасья» Вячеслава Бутусова тревожили социальные отношения между мужчиной и женщиной, и ему захотелось сделать музыкальный комикс с электронной музыкой. К «Deadушкам» он решил обратиться не как к модным востребованным музыкантам, а как к старым знакомым — по группам «АВИА», «Странные игры», «Игры».
«Настасья» появилась, когда работа над их будущим совместным альбомом ещё только начиналась. Несколько заготовок песен, так называемых «рыб», Вячеслав, уезжая в августе в отпуск, отдал «Dеаdушкам», среди них была и «Настасья». Сам процесс написания текста песни Бутусов не помнит, утверждая что он был создан из накопленного и отобранного материала. Что же касается значения самого имени Настасья, в интервью он ответил кратко: «Настасья — особа женского пола».
Изначально музыканты не планировали выпускать «Настасью» для сингла, а планировали в процессе записи альбома не спеша её доработать. Тем более что ни у самих музыкантов, ни у их многочисленных друзей и знакомых, периодически заходивших на студию и слышавших материал, она никаких особых эмоций не вызывала. В Москву её прихватили случайно, и вдруг «Настасья» понравилась всем без исключения представителям фирмы грамзаписи «Никитин», и они захотели, чтобы она обязательно вошла в сингл.
Первое появление песни перед широкой аудиторией состоялось 12 ноября на радио «Европа плюс».
13 ноября 2000 года песня была выпущена на одноимённом макси-сингле в двух вариантах исполнения: укороченная для радио и оригинальный вариант, с инструментальным проигрышем и кодой с красивым саксофонным соло.
В декабре песня вошла в альбом «Элизобарра-Торр», который около года создавался на Санкт-Петербургской студии звукозаписи «Lampa Studio» расположенной на Пушкинской, 10. Причём во время создания альбома Бутусов и «Deadушки» находились на разных этажах здания и на первом этапе практически не пересекались, а лишь обменивались друг с другом музыкальными материалами. Песня и альбом в целом оказались довольно успешными, однако сам Бутусов считал более удачным свой предыдущий альбом «Овалы».
В 2001 году акустический вариант песни вошёл в концертный альбом Вячеслава Бутусова «Тихие игры», после выхода которого он основал группу «Ю-Питер».
В 2001 году авторы песни — Вячеслав Бутусов и Алексей Рахов прокомментировали смысл их творения:

Песня говорит о том, насколько решительно и убедительно русская женщина встречает напасти. О том, что надо соблюдать деликатность определённую по отношению к женщинам, несмотря на их тяжелое положение в данном опусе. И как раз женский образ там очень трогателен, а все остальное мы взяли на себя. Так и должно быть в жизни. Всю ответственность, всю гадость на себя должны брать мужчины.— Вячеслав Бутусов, 2001

Если вслушаться в это всё, в текст, даже музыка с драм-энд-басовским намеком тоже получилась достаточно трагичной. Это ужас, на самом деле, если понять все, о чём там поется, представить себе это реально. Клип, который снимался, хорошо эту линию проводит, притом, что многие его почему-то критикуют. У Баширова в этом клипе просто какая-то сумасшедшая женщина получилась. Те, кто формально начинают критиковать, по-моему, не слушают вообще, что за музыкальный материал идет, и подходят к нему как-то вторично — ну, играет там музыка, о чём-то там поется про какую-то Настасью… На самом деле люди уже себя не очень-то утруждают, чтобы попытаться как-то шевельнуть мозгами. Это приходит позже, когда материал постоянно слушается, слушается, люди уже начинают понимать, что там.— Алексей Рахов, 2001

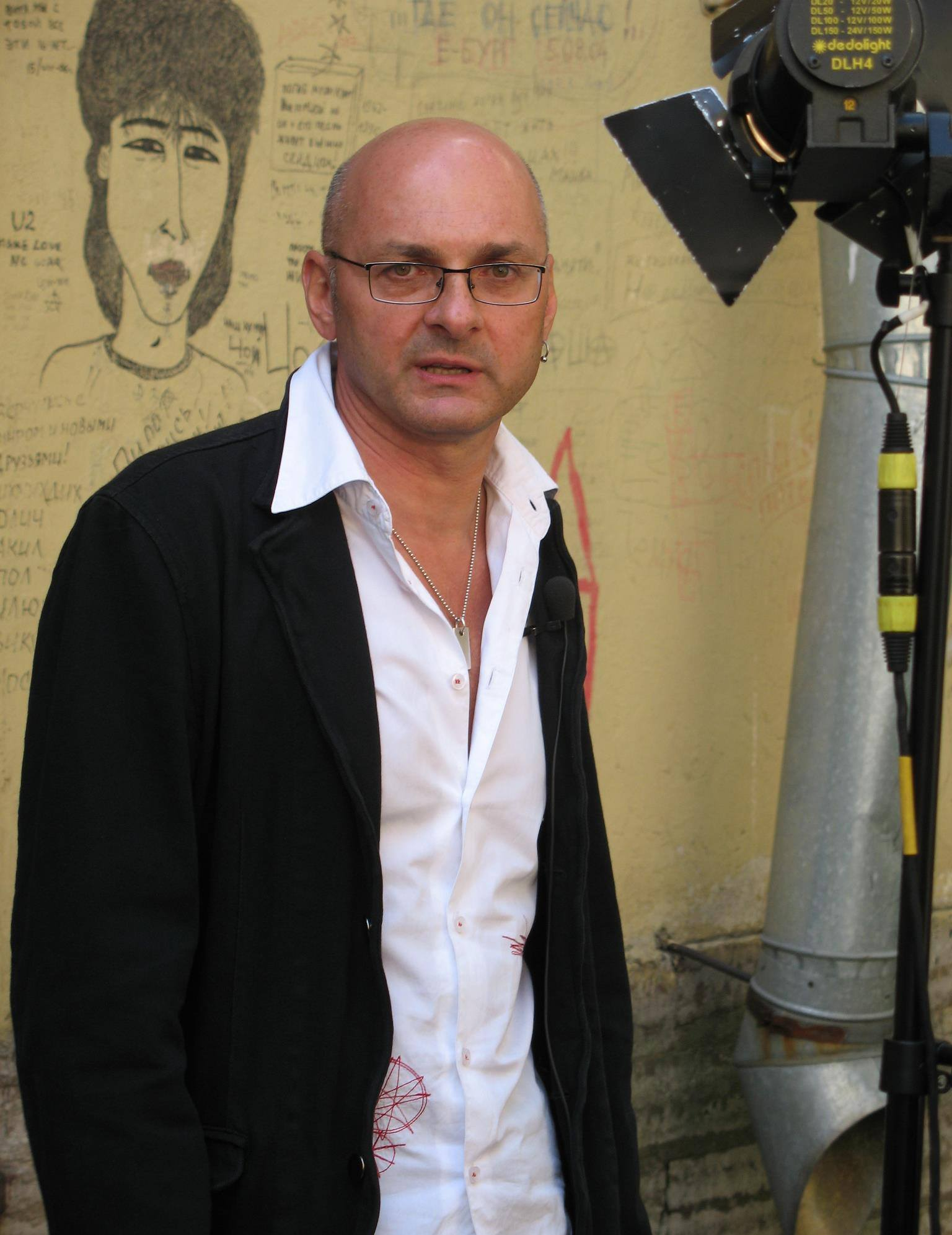
Виктор Сологуб

В 2012 году Вячеслав Бутусов вновь прокомментировал смысл песни. Однако его слова уже отличались от сказанных им на момент создания песни и в них заметен его теперешний интерес к православию. 
Всем знакомо состояние беспричинного беспокойства, неопределенности. Тогда как человек духовный ко всему готов и всему может найти объяснение, поэтому не впадает в растерянность, в нём нет причитаний. Духовный человек — как птица. А образ Настасьи это гротеск, памфлет, собирательный портрет незрелой женщины, не способной в силу духовной неразвитости любить.Вячеслав Бутусов, 2012

## Исполнение
19 мая 2000 года на «Максидроме» песня впервые была исполнена в живую перед публикой.
В 2003 году Вячеслав Бутусов, «Ю-Питер» и «Deadушки» исполнили сильно переработанный вариант песни на рок-фестивале «Окна открой!».
В 2005 году Вячеслав Бутусов и группа «Ю-Питер» исполнили «Настасью» совместно с фолк-певицей Пелагеей, в новогодней программе «Первая ночь с Олегом Меньшиковым». Затем этот вариант песни вошёл в CD сборник «Мешанина или неГолубой огонек 2».
Также песня «Настасья» неоднократно исполнялась Вячеславом Бутусовым на его сольных акустических концертах.

## Видеоклип

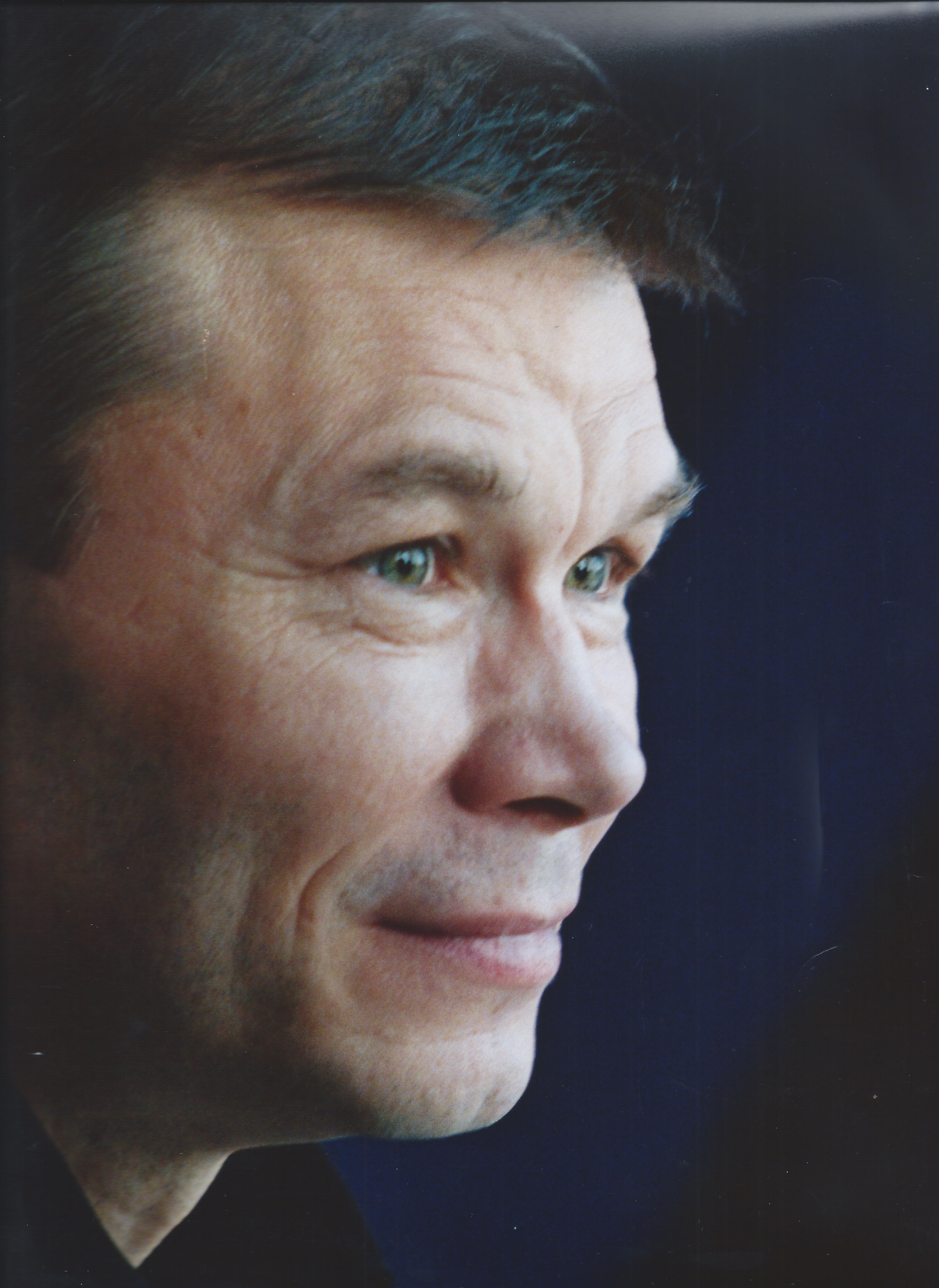
Александр Баширов

Бутусов и «Deadушки» изначально планировали снять клип на песню «Том», однако выпускающая компания настояла, чтобы его снимали на «Настасью». В качестве режиссёра рассматривались три кандидатуры и в конечном итоге остановились на Александре Баширове. Сценария клипа как такового не было, Баширов держал всё в голове. Съёмки клипа начались 30 октября 2000 года и проходили в одном из спальных районов Санкт-Петербурга, на берегу Финского залива у гостиницы «Прибалтийская», в интерьерах ресторана «Тиньков», а эротические кадры с Настасьей сняли в павильоне. В клипе снялись: Александр Баширов, Вячеслав Бутусов, Виктор Сологуб, Алексей Рахов, а также обнажённая приглашенная актриса по имени Анастасия, лицо которой не попало в кадр. 15 ноября съёмки были закончены. 28 ноября на студии «Дебошир-фильм» завершили монтаж.
30 ноября в Москве в клубе «Проект О. Г. И.» состоялся первый закрытый просмотр клипа с музыкантами и представителями прессы. В ходе интервью Бутусов предложил не связывать видеоклип с содержанием песни, заложенным в композицию им самим, а воспринимать его как самостоятельное произведение рекламного характера. Алексею Рахову в получившемся видео особенно импонирует фрейдизм.
Изначально клип содержал в себе эротические сцены и участники думали что из-за цензуры его не пустят в ротацию по телевидению, поэтому все слишком откровенные кадры были вырезаны.
Вообще я ожидал худшего. Думал, что Баширов перебьёт идею песни, но этого не произошло, и мне очень понравилось. Однако клип уже неформатный, поскольку там демонстрируются части женского тела. Но я надеюсь, что его всё-таки продемонстрируют по каким-то каналам. Последний наш клип датируется десятилетней давностью. Я в шоке: я не видел себя десять лет на экране!Вячеслав Бутусов
Телепремьера клипа состоялась в середине декабря того же года. Клип оказался удачным и долгое время демонстрировался в эфире российских музыкальных телеканалов «MTV» и «Муз-ТВ».

## Сингл
| №  | Название                      | Исполнитель                   | Длительность |
| -- | ----------------------------- | ----------------------------- | ------------ |
| 1. | «Настасья»                    | Вячеслав Бутусов и «Deadушки» | 4:31         |
| 2. | «Том ждёт»                    | Вячеслав Бутусов и «Deadушки» | 3:53         |
| 3. | «Гибралтар-Лабрадор»          | Вячеслав Бутусов              | 4:05         |
| 4. | «Настасья» (версия)           | Вячеслав Бутусов и «Deadушки» | 5:38         |
| 5. | «Гибралтар-Лабрадор» (ремикс) | Вячеслав Бутусов              | 5:24         |

## Создатели «Элизобарра-Торр»
- Вячеслав Бутусов — композитор, автор текстов, исполнитель (вокал, гитара).
- Гр. «Deadушки» (Алексей Рахов, Виктор Сологуб) — композиторы-аранжировщики, исполнители (клавишные, гитары, бэк вокал), бэк-вокал.
- Александр Докшин — звукорежиссёр.
- Борис Исаев, Юрий Богданов — инженеры.

В записи принимали участие:
- Григорий Сологуб — гитара
- Филип Сологуб — комп. шумы
- Борис Истомин — компьютерный монтаж
- Василий Тютин — директор проекта, Компания «БиБиГон»

Записано в студии — «Петербургская Студия Грамзаписи»

## Отрывок песни
Горевала в тоске Hастасья
Обливала себя слезами
Посрывала все покрывала
«Отчего же мне эти страсти?»
Целовала себя в засосы
Обнимала себя в обнимку
И не верила в эти сказки
И таскала себя за косы…

## Награды
- 20 апреля 2003 года — фестиваль «КиноРок» — лучший актёр Александр Баширов в роли Настасьи[22]

## Дискография песни
| 2000 | «Настасья»                        | сингл Вячеслава Бутусова и группы «Deadушки»                                  |
| 2000 | «Элизобарра-Торр»                 | альбом Вячеслава Бутусова и группы «Deadушки»                                 |
| 2001 | «Тихие игры»                      | акустический концертный альбом Вячеслава Бутусова                             |
| 2005 | «Мешанина или неГолубой огонек 2» | альбом-сборник. Песню исполнили Вячеслав Бутусов, группа «Ю-Питер» и Пелагея. |